# Futebol nos Jogos Olímpicos de Verão de 2000 - Feminino
O torneio feminino de futebol nos Jogos Olímpicos de Verão de 2000 foi disputado entre 13 e 28 de setembro.
A competição olímpica de Futebol Feminino foi realizado pela segunda vez como parte dos Jogos Olímpicos de Verão de 2000.
O torneio contou com oito seleções femininas de seis confederações continentais. As 8 equipes são divididas em dois grupos de quatro e cada grupo teve jogos entre todos os participantes do grupo. Na final da fase de grupos, as duas melhores equipes avançaram para a fase final, começando pelas semi-finais e culminando com a disputa da medalha de ouro no Sydney Football Stadium, em 28 de Setembro de 2000.

## Medalhistas
|  | NOR Noruega |  | USA Estados Unidos |  | GER Alemanha |
|  | Gro Espeseth Bente Nordby Marianne Pettersen Hege Riise Kristin Bekkevold Ragnhild Gulbrandsen Solveig Gulbrandsen Margunn Haugenes Ingeborg Hovland Christine Bøe Jensen Silje Jørgensen Monica Knudsen Gøril Kringen Unni Lehn Dagny Mellgren Anita Rapp Brit Sandaune Bente Kvitland |  | Brandi Chastain Joy Fawcett Julie Foudy Mia Hamm Kristine Lilly Tiffeny Milbrett Carla Overbeck Cindy Parlow Briana Scurry Lorrie Fair Michelle French Shannon MacMillan Siri Mullinix Christie Pearce Nikki Serlenga Danielle Slaton Kate Sobrero Sara Whalen |  | Ariane Hingst Melanie Hoffmann Steffi Jones Renate Lingor Maren Meinert Sandra Minnert Claudia Müller Birgit Prinz Silke Rottenberg Kerstin Stegemann Bettina Wiegmann Tina Wunderlich Nicole Brandebusemeyer Nadine Angerer Doris Fitschen Jeannette Götte Stefanie Gottschlich Inka Grings |

## Equipes qualificadas
| Ásia - China África - Nigéria América do Norte, Central e Caribe - Estados Unidos América do Sul - Brasil | Europa - Alemanha - Noruega - Suécia Oceania - Austrália |

## Arbitragem
| Ásia - KOR Im Eun-Ju África - NGA Bola Abidoye América do Norte e Central - CAN Sonia Denoncourt - USA Sandra Hunt | América do Sul - COL Martha Toro Europa - NOR Vibeke Karlsen - SUI Nicole Petignat - GBR Wendy Toms Oceania - AUS Tammy Ogsten |

## Primeira fase

### Grupo E
| Time      | Pts | J | V | E | D | GP | GC | SG |
| --------- | --- | - | - | - | - | -- | -- | -- |
| Alemanha  | 9   | 3 | 3 | 0 | 0 | 6  | 1  | 5  |
| Brasil    | 6   | 3 | 2 | 0 | 1 | 5  | 3  | 2  |
| Suécia    | 1   | 3 | 0 | 1 | 2 | 1  | 4  | -3 |
| Austrália | 1   | 3 | 0 | 1 | 2 | 2  | 6  | -4 |

| 13 de setembro de 2000 | Austrália | 0 – 3     | Alemanha                                 | Canberra Stadium, Canberra                |
| 17:00                  |           | Relatório | Grings 35' · Wiegmann 70' · Lingor 90+1' | Público: 24,800 Árbitro: NGA Bola Abidoye |

| 13 de setembro de 2000 | Suécia | 0 – 2     | Brasil                   | Melbourne Cricket Ground, Melbourne      |
| 17:00                  |        | Relatório | Pretinha 21' · Kátia 70' | Público: 58,432 Árbitro: USA Sandra Hunt |

| 16 de setembro de 2000 | Austrália     | 1 – 1     | Suécia               | Sydney Football Stadium, Sydney               |
| 17:30                  | Salisbury 57' | Relatório | Andersson 66' (pen.) | Público: 33,600 Árbitro: CAN Sonia Denoncourt |

| 16 de setembro de 2000 | Alemanha       | 2 – 1     | Brasil     | Canberra Stadium, Canberra               |
| 17:30                  | Prinz 33', 41' | Relatório | Raquel 72' | Público: 17,000 Árbitro: COL Martha Toro |

| 19 de setembro de 2000 | Austrália  | 1 – 2     | Brasil                 | Sydney Football Stadium, Sydney             |
| 17:30                  | Hughes 33' | Relatório | Raquel 56' · Kátia 64' | Público: 29,400 Árbitro: NOR Vibeke Karlsen |

| 19 de setembro de 2000 | Alemanha   | 1 – 0     | Suécia | Melbourne Cricket Ground, Melbourne    |
| 17:30                  | Hingst 88' | Relatório |        | Público: 7,000 Árbitro: GBR Wendy Toms |

### Grupo F
| Time           | Pts | J | V | E | D | GP | GC | SG |
| -------------- | --- | - | - | - | - | -- | -- | -- |
| Estados Unidos | 7   | 3 | 2 | 1 | 0 | 6  | 2  | 4  |
| Noruega        | 6   | 3 | 2 | 0 | 1 | 5  | 4  | 1  |
| China          | 4   | 3 | 1 | 1 | 1 | 5  | 4  | 1  |
| Nigéria        | 0   | 3 | 0 | 0 | 3 | 3  | 9  | -6 |

| 14 de setembro de 2000 | Estados Unidos          | 2 – 0     | Noruega | Melbourne Cricket Ground, Melbourne    |
| 17:30                  | Milbrett 18' · Hamm 24' | Relatório |         | Público: 16,043 Árbitro: KOR Im Eun-Ju |

| 14 de setembro de 2000 | China                              | 3 – 1     | Nigéria            | Canberra Stadium, Canberra               |
| 17:30                  | Zhao Lihong 12' · Sun Wen 57', 83' | Relatório | Nkwocha 85' (pen.) | Público: 16,000 Árbitro: COL Martha Toro |

| 17 de setembro de 2000 | Estados Unidos | 1 – 1     | China       | Melbourne Cricket Ground, Melbourne          |
| 17:30                  | Foudy 38'      | Relatório | Sun Wen 67' | Público: 32,500 Árbitro: SUI Nicole Petignat |

| 17 de setembro de 2000 | Noruega                                           | 3 – 1     | Nigéria   | Canberra Stadium, Canberra               |
| 17:30                  | Mellgren 22' · Riise 62' (pen.) · Pettersen 90+3' | Relatório | Akide 78' | Público: 9,150 Árbitro: AUS Tammy Ogston |

| 20 de setembro de 2000 | Estados Unidos                           | 3 – 1     | Nigéria   | Melbourne Cricket Ground, Melbourne   |
| 17:30                  | Chastain 26' · Lilly 35' · MacMillan 56' | Relatório | Akide 48' | Público: 9,000 Árbitro: KOR Im Eun-Ju |

| 20 de setembro de 2000 | Noruega                      | 2 – 1     | China              | Canberra Stadium, Canberra                    |
| 17:30                  | Pettersen 55' · Haugenes 78' | Relatório | Sun Wen 75' (pen.) | Público: 11,532 Árbitro: CAN Sonia Denoncourt |

## Fase final
|  | Semifinais                | Semifinais                |   |                         | Final                   | Final |  |
|  |                           |                           |   |                         |                         |       |  |
|  | 24 de setembro - Sydney   |                           |   |                         |                         |       |  |
|  | Noruega                   | 1                         |   |                         |                         |       |  |
|  | Alemanha                  | 0                         |   |                         |                         |       |  |
|  |                           |                           |   |                         |                         |       |  |
|  |                           |                           |   |                         | 28 de setembro - Sydney |       |  |
|  |                           |                           |   |                         | Noruega                 | 3     |  |
|  |                           | Estados Unidos            | 2 |                         |                         |       |  |
|  |                           |                           |   |                         |                         |       |  |
|  |                           |                           |   |                         |                         |       |  |
|  |                           |                           |   |                         | Terceiro lugar          |       |  |
|  | 24 de setembro - Canberra | 24 de setembro - Canberra |   | 28 de setembro - Sydney | 28 de setembro - Sydney |       |  |
|  | Estados Unidos            | 1                         |   | Alemanha                | 2                       |       |  |
|  | Brasil                    | 0                         |   |                         | Brasil                  | 0     |  |

### Semifinal
| 24 de setembro de 2000 | Alemanha | 0 – 1     | Noruega               | Sydney Football Stadium, Sydney        |
| 17:30                  |          | Relatório | Wunderlich 80' (g.c.) | Público: 16,710 Árbitro: KOR Im Eun-Ju |

| 24 de setembro de 2000 | Estados Unidos | 1 – 0     | Brasil | Canberra Stadium, Canberra                   |
| 17:30                  | Hamm 60'       | Relatório |        | Público: 11,000 Árbitro: SUI Nicole Petignat |

### Disputa pelo bronze
| 28 de setembro de 2000 | Alemanha               | 2 – 0     | Brasil | Sydney Football Stadium, Sydney        |
| 17:00                  | Lingor 64' · Prinz 79' | Relatório |        | Público: 11,200 Árbitro: KOR Im Eun-Ju |

### Final
| 28 de setembro de 2000 | Noruega                                        | 3 – 2 (pro) | Estados Unidos     | Sydney Football Stadium, Sydney               |
| 20:00                  | Espeseth 44' · Gulbrandsen 78' · Mellgren 102' | Relatório   | Milbrett 5', 90+2' | Público: 22,848 Árbitro: CAN Sonia Denoncourt |

## Artilharia
| 4 gols (1) - CHN Sun Wen 3 gols (2) - GER Birgit Prinz - USA Tiffeny Milbrett 2 gols (7) - BRA Kátia Cilene - BRA Raquel - GER Renate Lingor - NGA Mercy Akide | 2 gols (continuação) - NOR Dagny Mellgren - NOR Marianne Pettersen - USA Mia Hamm 1 gol (16) - AUS Cheryl Salisbury - AUS Sunni Hughes - BRA Pretinha - CHN Zhao Lihong - GER Ariane Hingst - GER Bettina Wiegmann | 1 gol (continuação) - GER Inka Grings - NGA Perpetua Nkwocha - NOR Gro Espeseth - NOR Hege Riise - NOR Ragnhild Gulbrandsen - SWE Malin Andersson - USA Brandi Chastain - USA Julie Foudy - USA Kristine Lilly - USA Shannon MacMillan |

## Classificação final
| Pos. | Seleção            | J | V | E | D | GP | GC | SG | Pts |
| ---- | ------------------ | - | - | - | - | -- | -- | -- | --- |
| 1    | NOR Noruega        | 5 | 4 | 0 | 1 | 9  | 6  | +3 | 12  |
| 2    | USA Estados Unidos | 5 | 3 | 1 | 1 | 9  | 5  | +4 | 10  |
| 3    | GER Alemanha       | 5 | 4 | 0 | 1 | 8  | 2  | +6 | 12  |
| 4    | BRA Brasil         | 5 | 2 | 0 | 3 | 5  | 6  | –1 | 6   |
| 5    | CHN China          | 3 | 1 | 1 | 1 | 5  | 4  | +1 | 4   |
| 6    | SWE Suécia         | 3 | 0 | 1 | 2 | 1  | 4  | -3 | 1   |
| 7    | AUS Austrália      | 3 | 0 | 1 | 2 | 2  | 6  | –4 | 1   |
| 8    | NGR Nigéria        | 3 | 0 | 0 | 3 | 3  | 9  | –6 | 0   |